# Black Label
Black Label är ett album utgiven av den svenska gruppen The Boppers 1983. Skivan floppade och sålde uppskattningsvis 2 000 exemplar. Den har aldrig givits ut på CD.
Albumet är inspelat i England med Chris Andrews som producent, även Robert Wells medverkar.

## Låtlista
1. "Jenny Baby"
2. "Danny Sang a Love Song"
3. "I've Got Myself a New Thing Going"
4. "It's in His Kiss"
5. "Bony Moronie"
6. "Tonight's All Right"
7. "Everybody"
8. "Remember M Remember E"
9. "Stagger Lee"
10. "Trance Dance"
11. "We're Gonna Rock You"
12. "Maria"